# كيت إيرل
كيت إيرل (بالإنجليزية: Kate Earl)‏ هي ملحنة ومغنية مؤلفة ومغنية أمريكية، ولدت في 8 أكتوبر 1981.

## وصلات خارجية
- الموقع الرسمي
- كيت إيرل على موقع IMDb (الإنجليزية)
- كيت إيرل على موقع ميوزك برينز (الإنجليزية)
- كيت إيرل على موقع ميوزك برينز (الإنجليزية)
- كيت إيرل على موقع أول ميوزيك (الإنجليزية)
- كيت إيرل على موقع ديسكوغز (الإنجليزية)